# Chris Chiozza
Christopher Xavier Chiozza (ur. 21 listopada 1995 w Memphis) – amerykański koszykarz, występujący na pozycji rozgrywającego, od 2023 zawodnik UCAM Murcia CB. 
W 2014 wystąpił w meczu gwiazd amerykańskich szkół średnich – Derby Classic.
W 2018 reprezentował Washington Wizards podczas letniej ligi NBA, a rok później Houston Rockets.
26 września 2019 dołączył do obozu szkoleniowego Washington Wizards. 17 grudnia opuścił klub ze stolicy.
4 stycznia 2020 podpisał umowę z Brooklyn Nets na występy zarówno w NBA, jak i zespole G-League – Long Island Nets. 19 grudnia został zwolniony. 22 grudnia podpisał kolejną umowę z Nets, na występy w NBA i G-League. Po zakończeniu sezonu został wolnym agentem.
13 sierpnia 2021 zawarł kontrakt z Golden State Warriors na występy w NBA i zespole G-League – Santa Cruz Warriors. . 4 kwietnia 2023 dołączył do UCAM Murcia CB.

## Osiągnięcia
Stan na 13 października 2023, na podstawie, o ile nie zaznaczono inaczej.
NCAA
- Uczestnik rozgrywek:
  - Elite 8 turnieju NCAA (2017)
  - II rundy turnieju NCAA (2017, 2018)
- Zaliczony do:
  - I składu:
    - konferencji Southeastern (SEC – 2018)
    - defensywnego SEC (2018)

  - II składu SEC (2018 przez Associated Press)
- Zawodnik tygodnia SEC  (6.02.2017)

NBA
- Mistrz NBA (2022)[9]

Indywidualne
- Zaliczony do:
  - I składu debiutantów G-League (2019)[10]
  - III składu G-League (2023)